# Yuji Nariyama
Yuji Nariyama (成山 裕治 Nariyama Yuji?), född 20 maj 1971 i Kyoto prefektur, är en japansk tidigare fotbollsspelare.
Nariyama började sin karriär 1994 i Kyoto Purple Sanga. Han avslutade karriären 1996.